# Gibbicepheus chinensis
Gibbicepheus chinensis är en kvalsterart som beskrevs av Wen 1992. Gibbicepheus chinensis ingår i släktet Gibbicepheus och familjen Carabodidae. Inga underarter finns listade i Catalogue of Life.